# 営業妨害
営業妨害（えいぎょうぼうがい）とは、営業活動を行っている者のその活動等の妨げになる行為をいう。故意に企図されたもの、故意によらずして行われるものを含む。

## 概要
法的な概念ではないため、確たる定義は存在しない。
民法の定める不法行為などに該当する場合は、差止請求や損害賠償請求の対象となる。
また、例えば威力業務妨害罪や偽計業務妨害罪に該当したり、不正競争防止法に違反する行為であれば犯罪とみなされ、刑事罰の対象となる。
しかし現状では、「それらに該当する行為のみを指す用語なのか」は定かでない。

### 一例
- 客が他の店舗へ誘導するよう促す
- 他店の広告を掲示する
- ラベルで値札を改竄する
- 掲示を塗りつぶして誤解を招く表現にする
- 客がレジを触る
- 券売機のコンセントを抜き差しする

## 種類
- 虚偽風説流布業務妨害
- 偽計業務妨害
- 威力業務妨害
- 電子計算機損壊等業務妨害
- 詐欺